# 2261 Keeler
A 2261 Keeler (ideiglenes jelöléssel 1977 HC) a Naprendszer kisbolygóövében található aszteroida. Arnold Richard Klemola fedezte fel 1977. április 20-án.